# Un amore innocente
Un amore innocente è il sesto romanzo dello scrittore italiano Mario Biondi. Pubblicato nel 1988, ha segnato il suo passaggio dalla Longanesi alla Rizzoli. Con il successivo Crudele amore, sempre pubblicato da Rizzoli, Un amore innocente costituisce una "bilogia" narrativa imperniata sulla medesima vicenda.

## Trama
Milano, fine 1935. Il romanziere Delio De Curbaga deve fare i conti con la censura fascista se vuole raggiungere Parigi per un'urgenza singolare: restituire al proprietario uno splendido rubino, perduto chissà come e venuto avventurosamente in suo possesso durante un viaggio nel Dodecaneso italiano e in Turchia. Non sa che nella comunità dei gioiellieri quel magnifico rubino, proveniente dalle rovine di un'antica famiglia nobiliare russa, è conosciuto come "la pietra del fuoco" e ha la triste fama di rendere impossibile l'amore. Una fama che però è ben nota al rispettato commerciante di preziosi di Istanbul a cui De Curbaga è stato indirizzato. Questi, riconosciuto immediatamente il rubino, suggerisce allo scrittore chi ne potrebbe essere il proprietario. Ulteriori chiarimenti li potrà comunque avere dalla parigina Maison Cartier: molti indizi dicono all'esperto istanbulino che quella pietra è stata lavorata lì. In effetti le cose stanno così: il rubino faceva parte di una collana regalata da un altro commerciante di preziosi, Maurice Serero, parigino originario di Istanbul, alla figlia per il suo quindicesimo compleanno. È l'inizio di una vicenda che travolgerà il maturo scrittore e la giovanissima Irène Serero in un "amore innocente" quanto impossibile. Vistosi negare dalle autorità fasciste un nuovo visto di uscita dall'Italia, dopo che il suo ultimo romanzo è stato bloccato dalla censura, De Curbaga è costretto a tornare in Francia clandestinamente e lì, quasi accecato dal suo sentimento, finisce con il rimanere bloccato da fuoruscito in un'atmosfera che risente delle turbolenze del fascismo italiano (assassinio dei fratelli Rosselli) e su cui si sta per abbattere "il fuoco" dell'invasione nazista.

## Giudizi critici
(Antonio D'Orrico, su “Europeo”, 8 luglio 1988)
(Cesare De Michelis, su “Il gazzettino”, luglio 1988)
(Antonio Porta, su “Panorama”, luglio 1988)
(Giulio Nascimbeni, su “Corriere della sera”, luglio 1988)
(Maurizio Cucchi, su “Tuttolibri”, luglio 1988)
E proprio perché, nel fondo, è uno scapigliato, da una parte può toccare i vertici del Romanticismo, e dall'altra può arrivare alla comicità, al gioco, all'ammicco, al calembour. A me questo è parso iI libro migliore di Biondi.»
(Carlo Sgorlon, su “Il piccolo”, 16 ottobre 1988)

## Edizioni
- Mario Biondi, Un amore innocente, Rizzoli, 1988,  pp. 340, ISBN 88-17-66083-3.

- Mario Biondi, Un amore innocente, Euroclub, 1988,  pp. 275.